# Proton-Proton-Kette

Schematischer Ablauf der Proton-Proton-I-Kette

Die Proton-Proton-Kette (p-p-Kette) ist einer von zwei Mechanismen des sogenannten Wasserstoffbrennens, durch welche in Sternen Wasserstoff durch Kernfusion in Helium umgewandelt wird.
Bei Sternen mit Massen bis etwa 1,5 Sonnenmassen (M☉) spielt die Proton-Proton-Kette eine wichtigere Rolle bei der Energieumwandlung als der CNO-Zyklus. In der Sonne werden durch sie mehr als 98 % der Leuchtkraft erzeugt.
Der stark exotherme Charakter der Fusion rührt daher, dass das Endprodukt Helium-4 sehr stark gebunden ist. Entsprechend der Äquivalenz von Masse und Energie ({\displaystyle E_{0}=mc^{2}}) weist der 4He-Kern eine um etwa 0,71 % geringere Masse auf als die in die Reaktion eingegangenen Wasserstoffteilchen (Massendefekt). Die Bindungsenergie wird vor allem als elektromagnetische Strahlung, daneben auch als Energie von Neutrinos freigesetzt.
Von allen in Sternen auftretenden Fusionsreaktionen setzt die Proton-Proton-Reaktion bei der niedrigsten Temperatur ein. (In Braunen Zwergen laufen zwar auch unterhalb dieser Grenze Fusionsreaktionen ab, das Deuteriumbrennen, sie zählen aber nicht zu den Sternen.) Sie kann in Sternen mit einer Kerntemperatur von mehr als 3 Millionen Kelvin ablaufen. Bei diesen Temperaturen sind alle beteiligten Atomkerne vollständig ionisiert, d. h. ohne Elektronenhülle.
Die Fusionsrate ist bei der Proton-Proton-Kette proportional zur 4. Potenz der Temperatur. Mithin bewirkt eine Erhöhung der Temperatur um 5 % eine Steigerung der Energiefreisetzung von 22 %.

## Startreaktionen

Die Proton-Proton-Reaktion: Zwei Protonen verschmelzen zu einem Deuteriumkern. Gleichzeitig werden ein Positron und ein Elektron-Neutrino emittiert.

Der zweite Schritt der Proton-Proton-Kette: Ein Proton und ein Deuteriumkern verschmelzen zu einem Heliumkern ^{3}He unter gleichzeitiger Abgabe eines Gammaquants.

Der dritte Schritt der Proton-Proton-I-Kette: Zwei ^{3}He-Kerne fusionieren zu ^{4}He und setzen dabei zwei Protonen frei.

Zunächst fusionieren zwei Wasserstoffkerne 1H (Protonen) zu einem Deuteriumkern 2H, wobei durch die Umwandlung eines Protons in ein Neutron ein Positron e+ und ein Elektron-Neutrino νe frei werden:
{\displaystyle \mathrm {{}^{1}H+{}^{1}H\to {}^{2}H+e^{+}+\nu _{e}+0{,}42\;MeV} }
Die Kernreaktionsrate ist sehr klein und damit für die Gesamtreaktion geschwindigkeitsbestimmend. Grund ist, dass die elektrostatische Abstoßung die positiv geladenen Protonen auf Abstand hält, für das Diproton kein gebundener Zustand existiert und die Entstehung des Neutrons als Prozess der schwachen Wechselwirkung nur bei extrem kleinen Abständen möglich ist. Selbst besonders energiereiche Stöße, die nach der Maxwell-Boltzmann-Verteilung in sehr seltenen Fällen auftreten, reichen nach der klassischen Theorie dafür nicht aus. Nur durch den quantenmechanischen Tunneleffekt kommen sich die Protonen doch nahe genug, allerdings mit sehr geringer Wahrscheinlichkeit: In der Sonne dauert es im Schnitt 1,4 · 1010 Jahre, bis ein bestimmtes Proton mit einem anderen reagiert, weshalb die Sonne eine große Lebensdauer hat.
Von der relativ geringen Energiefreisetzung der Reaktion trägt das Neutrino durchschnittlich 0,267 MeV davon. Da diese leichten Teilchen die Sternmaterie nahezu ungehindert verlassen können, geht dieser Energieanteil dem Stern verloren.
Das entstandene Positron annihiliert sofort mit einem Elektron e−, d. h., sie reagieren miteinander und werden vollständig in Energie umgewandelt. Die Masse beider Partner wird in Form von zwei Gammaquanten γ als Energie frei.
{\displaystyle \mathrm {e^{+}+e^{-}\to 2\gamma +1{,}022\;MeV} }
Das entstandene Deuterium kann anschließend mit einem weiteren Proton reagieren, wobei das leichte Helium-Isotop 3He entsteht:
{\displaystyle \mathrm {{}^{2}H+{}^{1}H\to {}^{3}He+\gamma +5{,}493\;MeV} }
Dieser Prozess hängt nicht von der schwachen Wechselwirkung ab, und die Bindungsenergie ist groß. Daher ist die Reaktionsrate viel größer: In der Sonne lebt das durch die Startreaktion entstandene Deuterium nur etwa 1,4 Sekunden.

## Hauptfolgereaktionen
Es gibt nun im Wesentlichen drei verschiedene Reaktionsketten, bei denen schließlich das Helium-Isotop 4He erzeugt wird. Sie setzen bei verschiedenen Temperaturen ein. In der Sonne treten die nachfolgend beschriebenen Reaktionen unterschiedlich häufig auf:
- Proton-Proton-I-Kette: 83,30 %
- Proton-Proton-II-Kette: 16,68 %
- Proton-Proton-III-Kette: 0,02 %

### Proton-Proton-I-Kette
Nach durchschnittlich 106 Jahren fusionieren zwei 3He-Kerne zu 4He (α-Teilchen), wobei zwei Protonen freiwerden. Sie stehen für weitere Reaktionsschritte zur Verfügung.
{\displaystyle \mathrm {{}^{3}He+{}^{3}He\to {}^{4}He+2\,{}^{1}H+12{,}86\;MeV} }
Die vollständige Reaktionskette bis hier, bei der die unter Startreaktion aufgeführten Reaktionen je zweimal durchlaufen werden, um die notwendigen 3He-Teilchen für die letzte Fusion zu schaffen, setzt eine Nettoenergie – also abzüglich der Neutrinoenergie – von
{\displaystyle \mathrm {2\cdot (0{,}42\;MeV+1{,}022\;MeV+5{,}493\;MeV-0{,}267\;MeV)+12{,}86\;MeV=\mathbf {26{,}196\;MeV} } }
frei. Die Proton-Proton-I-Kette herrscht bei Temperaturen von 10–14 Millionen Kelvin vor. Unterhalb dieser Temperatur wird nur sehr wenig 4He produziert.

### Proton-Proton-II-Kette

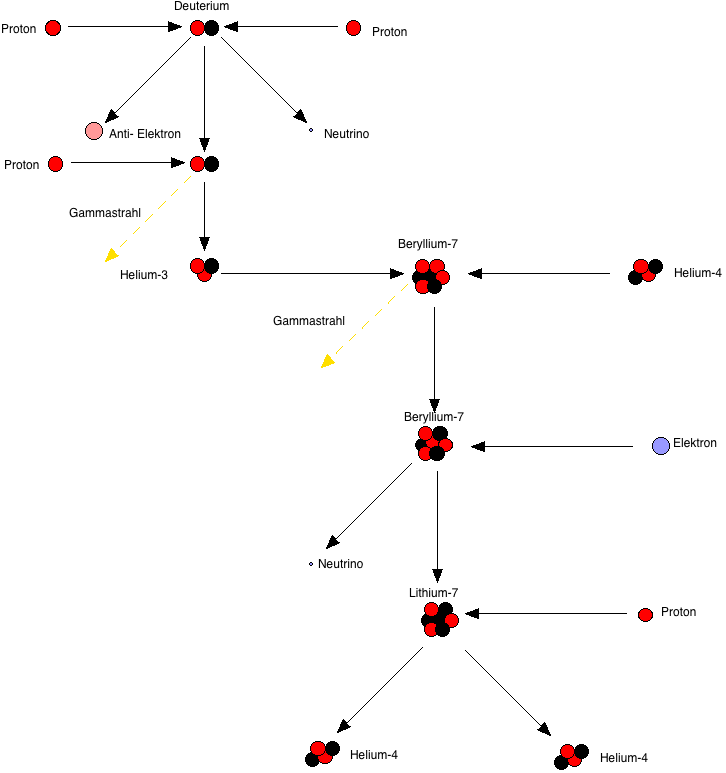
Proton-Proton-II-Kette

Bei der Proton-Proton-II-Kette dient ein vorhandener Heliumkern 4He als Katalysator, um mit einem 3He-Kern und einem Proton zwei 4He-Kerne herzustellen:
{\displaystyle {\begin{aligned}{\rm {{}^{3}He+{}^{4}He}}&\to {\rm {{}^{7}Be+\gamma +1{,}59\;MeV}}\\{\rm {{}^{7}Be+e^{-}}}&\to {\rm {{}^{7}Li+\nu _{e}+0{,}863\;MeV}}\\{\rm {{}^{7}Li+{}^{1}H}}&\to {\rm {2\,{}^{4}He+17{,}35\;MeV}}\end{aligned}}}
Die Proton-Proton-II-Kette läuft vorrangig bei Temperaturen von 14–23 Millionen Kelvin ab.
89,7 % der Neutrinos, die in der Sonne durch die zweite Reaktion erzeugt werden, besitzen eine Energie von etwa 0,863 MeV, während es bei den übrigen 10,3 % etwa 0,386 MeV sind, abhängig davon, ob sich das entstandene Lithium 7Li im Grundzustand oder im angeregten Zustand befindet. 
Der dritte Reaktionsschritt kann auch ohne die beiden ersten Reaktionen mit Lithium, das der Stern bei seiner Entstehung mitbekam, bei nur 2,5 Millionen Kelvin effektiv und mit hoher Energieausbeute ablaufen (Lithiumbrennen). Dadurch nimmt die Lithiumkonzentration in Sternen bereits vor dem Beginn des Wasserstoffbrennens ab.

### Proton-Proton-III-Kette

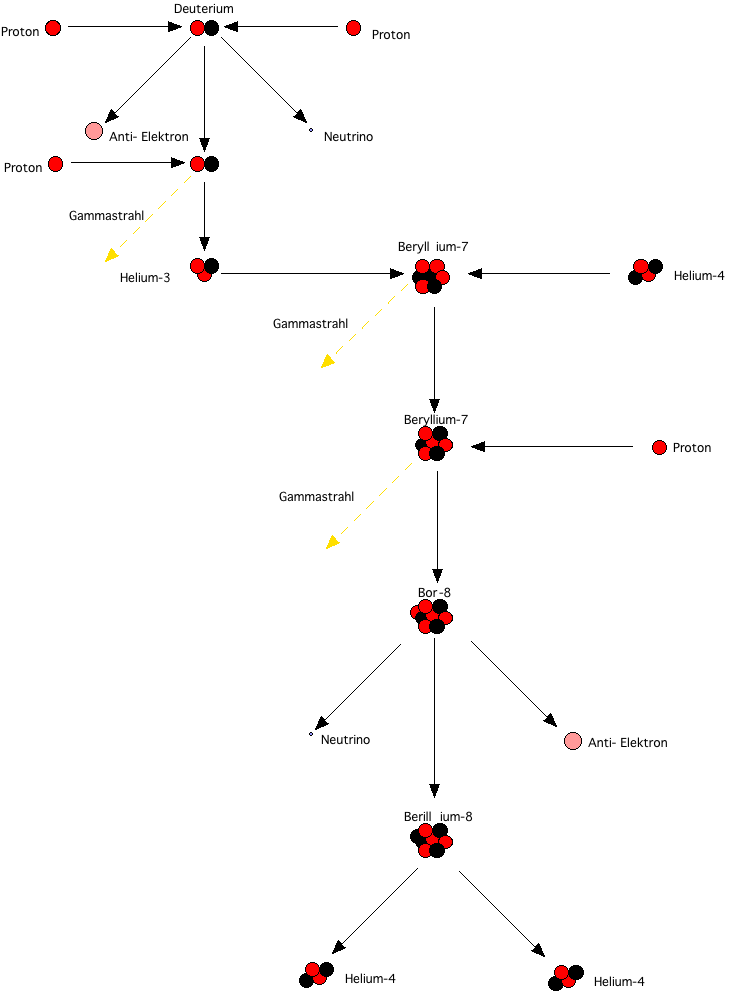
Proton-Proton-III-Kette

Auch hier fungiert ein Heliumkern 4He als Katalysator.
{\displaystyle {\begin{aligned}{\rm {{}^{3}He+{}^{4}He}}&\to {\rm {{}^{7}Be+\gamma +1{,}59\;MeV}}\\{\rm {{}^{7}Be+{}^{1}H}}&\to {\rm {{}^{8}B+\gamma +0{,}14\;MeV}}\\{\rm {{}^{8}B}}&\to {\rm {{}^{8}Be+e^{+}+\nu _{e}+18\;MeV}}\\{\rm {{}^{8}Be}}&\leftrightarrow {\rm {2\,{}^{4}He}}\end{aligned}}}
Die Proton-Proton-III-Kette ist erst vorherrschend bei Temperaturen über 23 Millionen Kelvin und spielt bei heutigen Sternen mit ausreichend Vorkommen von C, N und O keine Rolle mehr, weil bereits bei Temperaturen ab 18 MK der CNO-Zyklus die vorherrschende Fusionskette darstellt. Für die ersten Sterne im Universum, als es noch keinen Kohlenstoff gab, war das aber der einzige Weg, Energie aus Wasserstoff freizusetzen. 
Die Proton-Proton-III-Kette ist zwar nicht die Hauptenergiequelle der Sonne, deren Temperatur nicht hoch genug dafür ist, sie spielte aber bei der Entdeckung des solaren Neutrinoproblems eine wichtige Rolle, da sie Neutrinos mit relativ hohen Energien von bis zu 14,06 MeV erzeugt (durchschnittlich etwa 6,735 MeV), die sogenannten 8B-Neutrinos. Solche Neutrinos lassen sich in irdischen Neutrinodetektoren leichter nachweisen als die niederenergetischen. Die sehr hohe Neutrinoenergie führt auch dazu, dass die für den Stern nutzbare Energie (die für die Leuchtkraft und das hydrostatische Gleichgewicht verantwortlich ist) erheblich geringer ist, als beim CNO-Zyklus sowie der p-p-I- und p-p-II-Kette, weil die Neutrinos den Stern ohne Wechselwirkung verlassen können – pro erzeugtem 4He verbleiben im Stern nur 18,206 MeV statt ca. 26 MeV.

## Weitere Reaktionen
Neben den drei vorgenannten Reaktionen gibt es noch zwei seltener ablaufende.

### Proton-Elektron-Proton-Reaktion
Bei der Proton-Elektron-Proton-Reaktion, kurz pep-Reaktion, fusionieren zwei Protonen und ein Elektron zu einem Deuteriumkern.
{\displaystyle \mathrm {{}^{1}H+e^{-}+{}^{1}H\to {}^{2}H+\nu _{e}} }
Die Reaktion tritt deswegen so selten auf – in der Sonne findet die konkurrierende Reaktion 1H + 1H → 2H + e+ + νe etwa 400 mal so häufig statt –, weil hier drei Teilchen nahezu simultan zusammentreffen müssen. Die Energie der erzeugten Neutrinos ist mit etwa 1,445 MeV deutlich höher.

### Helium-Proton-Reaktion
Noch seltener tritt die Helium-Proton-Reaktion (kurz Hep-Reaktion) ein, die direkte Fusion von Helium 3He mit einem Proton zu 4He.
{\displaystyle \mathrm {{}^{3}He+{}^{1}H\to {}^{4}He+\nu _{e}+e^{+}+18{,}77\;MeV} }
Die bei dieser Reaktion emittierten Neutrinos können eine Energie von bis zu 18,778 MeV aufweisen; durchschnittlich besitzen sie eine Energie von 9,628 MeV.

## Endprodukte
Das entstandene 4He dient als Ausgangsstoff für das Heliumbrennen, das in einer späteren Entwicklungsphase des Sterns einsetzt, sofern dessen Masse groß genug ist.